# Саймонд, Джордж
Джордж Мьевиль Саймонд (англ. George Miéville Simond; 23 января 1867, Марилебон, Великобритания — 9 апреля 1941, Монте-Карло, Монако) — британский теннисист, серебряный призёр Летних олимпийских игр 1908 года.

## Общая информация
В одиночном разряде дважды побеждал на Чемпионате Франции на крытых кортах (1898, 1901), и по одному разу — на Чемпионате Лиона на крытых кортах (1905), и на Чемпионате Швейцарии, в Сент-Морице (1899). Также, Джордж Саймонд дважды доходил до финала турнира претендентов на турнире в Queen’s Club: в 1902 году он уступил в трёх сетах Джозии Ричи, а в 1903 был напряженный матч и поражение со счётом 1-6, 4-6, 9-7, 7-5, 4-6 от Джорджа Гревиля.
На Уимблдонском турнире, в одиночном разряде, пять раз играл в четвертьфинале (1894-1896, 1898, 1901). В 1897 Джордж Саймонд потерпел поражение в первом же круге Уимблдонского турнира, но отметился тем, что он был единственным игроком на этих соревнованиях, кому удалось выиграть сет (6-1) у будущего чемпиона Реджинальда Дохерти.
В парном разряде в течение трёх лет подряд выигрывал Чемпионат Швейцарии, и дважды — Чемпионат Франции на крытых кортах. Играть Саймонд предпочитал «на Континенте» и большую часть своих парных побед одержал вместе с Джорджем Каридья.
По словам известного историка тенниса Артура Майерса, было «сложно найти более последовательного и уравновешенного парного игрока» чем Джордж Саймонд.
Завоевал серебряную медаль в мужском парном разряде, вместе с Каридья на Летних олимпийских играх 1908 года, на соревнованиях в помещении (в финале Саймонд и Каридья уступили другой британской паре Артуру Гору и Герберту Баррету).
В 1908 году выступал на Уимблдонском турнире в паре с Реджинальдом Дохерти и получил травму ноги в матче второго круга. Тот поединок они выиграли и вышли на матч против пары американца Вилли Гранта и британца Артура Майерса, но вынуждены были сняться после того как проиграли первый сет, так как Саймонд не мог дальше продолжать борьбу.
Умер Джордж Саймонд в Монте-Карло, Монако, в 1941 году.